# 沙子呷
沙子呷（1985年12月—），四川西昌人，彝族，中国共产党党员。中国人民解放军火箭军某工程旅营长、第十三届全国人民代表大会解放军和武警部队代表，2020年，中央宣传部、中央军委政治工作部联合发布13位“最美新时代革命军人”之一。

## 生平
2002年12月，入伍。2005年10月，加入中国共产党。2020年时，为少校军衔。获全军士官优秀人才奖二等奖，荣立二等功2次、三等功3次，家庭曾被全国妇联表彰为“全国最美家庭”。
2018年，沙子呷被选为解放军和武警部队出席第十三届全国人民代表大会代表。2020年7月31日，在中国人民解放军建军93周年之际，中共中央宣传部、中央军事委员会政治工作部联合发布13位“最美新时代革命军人”，沙子呷入选。